# Danzig (banda)
Danzig es una banda de heavy metal estadounidense fundada en 1987 por el vocalista Glenn Danzig tras su salida de Misfits y Samhain. Para completar su formación, Danzig reclutó al guitarrista John Christ, al bajista Eerie Von y al baterista Chuck Biscuits. La banda siempre ofrece un concierto el día 31 de octubre.

## Historia

### Inicios
En 1983, después de la separación de The Misfits, Glenn Daniel formó Samhain junto al fotógrafo de su antigua banda, Eerie Von, y el baterista de Mourning Noise, Steve Zing. Al igual que en The Misfits, Glenn fue el cantante y compositor de Samhain y también contribuyó habitualmente tocando la guitarra, el bajo, el teclado, el piano e, incluso, la batería al grabar los álbumes de estudio. En 1987, Glenn cambió el nombre de la banda a Danzig.

### Danzig
En 1988, la banda recién formada Danzig lanzó su álbum debut homónimo Danzig. El sonido muestra una progresión del sonido gótico-deathrock de Samhain, a un ritmo más lento, más pesado, con más blues y heavy metal. Canciones destacadas incluyen "Twist of Cain", "Am I Demon", "Mother", y "She Rides". Canciones como "End of Time" y "Soul on Fire" muestran la destreza de Danzig con vocalizaciones melódicas más suaves. El líder de la popular banda Metallica, James Hetfield, quien ha manifestado ser fanático de Danzig como solista, de Samhain y de The Misfits, contribuyó con los coros de las canciones "Twist of Cain" y "Possession".
En 1990, su siguiente álbum fue Danzig II: Lucifuge, que marcó un cambio inmediato en la dirección musical. Con una fuerte influencia de blues, ha sido a menudo mencionado como el álbum de Danzig más popular entre los fanes. Canciones destacadas incluyen "Long Way Back From Hell", "777", la hard-roquera "Girl" y "Under Her Black Wings", así como las decadentes y notablemente inspiradas en el estilo de Elvis Presley: "I'm The One" y "Blood and Tears". Otro de los proyectos en 1990 fue el último disco de Samhain Final Descent. Danzig también produjo el álbum debut de la banda Kinghorse.
El 31 de octubre de 1991, Danzig y su banda se presentaron en un set acústico en el club "Bordello", propiedad de Riki Rachtman de Headbanger's Ball. La banda interpretó canciones originales y versiones de canciones de artistas de blues como Muddy Waters y Willie Dixon.
En 1992, Danzig, una vez más cambió de dirección musical, lanzando el oscuro Danzig III: How the Gods Kill. Un álbum considerado más "pesado" que los anteriores, con riffs de guitarra más dominantes, dejando atrás las influencias rock and roll y blues de Glenn.
También en 1992, Glenn intentó incursionar en la composición de música clásica con Black Aria. El álbum debutó en el número 1 en las listas de Billboard de Música Clásica.
En 1993-1994, Danzig ganó popularidad fuera del "underground" cuando lanzó el vídeo en vivo de "Mother '93", que se convirtió en un éxito en MTV, esto seis años después de la canción originalmente fue grabada.
En 1994, con el lanzamiento de Danzig 4 la banda siguió con el sonido más oscuro y experimental, aunque mantuvo un sonido pesado en algunas canciones. El álbum también vio un mayor desarrollo en su estilo y rango vocal; más notable en canciones como "Let It Be Captured" y en "Going Down to Die".

### Nueva formación y cambio en el sonido
En 1996, la banda pasó por un cambio radical. La formación original se había derrumbado, al igual que la relación de Glenn Danzig con su sello discográfico, American Recordings, con la participación como productor del propietario del sello Rick Rubin disminuyendo en cada álbum. Danzig llegó a firmar un acuerdo con Hollywood Records, que llevó a varios grupos religiosos a boicotear a su empresa matriz Disney por la firma de una controvertida banda de "satánicos". Danzig alistó nuevos compañeros de banda y grabó Blackacidevil.
A partir de este trabajo comenzaron a utilizar sintetizadores y experimentar con música electrónica, esta vez con la fusión de heavy metal con rock industrial y un enfoque más global a la producción digital. Esto generó cierto descontento de los fanáticos originales, aunque como el mismo Danzig ha dicho está acostumbrado a eso. 
En 1999, durante la gira por EE. UU. para del álbum 6:66 Satan's Child, Danzig reuniría a Samhain, junto con Steve Zing y London May. El guitarrista Todd Youth fue invitado por Glenn Danzig para llenar la posición de la guitarra para la gira de dicha reunión, en sustitución del guitarrista original Pete "Damien" Marshall, que había optado por ir de gira con Iggy Pop. Von Eerie no fue invitado a unirse a Samhain, debido a problemas personales dentro de la banda. Ambos, Zing y May, se encargaron de tocar el bajo, mientras cambiaban de la batería al bajo durante el "Blood Show".
Los tres álbumes posteriores, 6:66 Satan's Child (1999), I Luciferi (2002) y Circle of Snakes (2004), en cuanto a la música y a las letras, evolucionaron hacia un sonido más despojado, más pesado, direccionado al goth metal. La alineación de Danzig cambió con cada álbum, mientras que la voz de Glenn comenzó a mostrar deterioro después de años de gira.
Aunque la banda nunca alcanzó la popularidad generalizada que gozaron al lanzar el sencillo "Mother '93", la banda mantuvo un seguimiento de fanes de culto por todo el mundo.
En 2003, Danzig fundó la gira "Blackest of the Black" para proporcionar una plataforma para las bandas oscuras y extremas de su elección y de la fanaticada del metal. Grupos destacados de la gira han incluido Dimmu Borgir, Superjoint Ritual, Nile, Opeth, Lacuna Coil, Behemoth, Mortiis y Marduk.
Su noveno álbum Deth Red Sabaoth salió en 2010. En 2015 lanza el álbum de covers Skeletons, consistente en versiones de artistas que influyeron a Glenn a lo largo de su carrera, como Elvis Presley, ZZ Top, Black Sabbath y Aerosmith.
Glenn Danzig, siempre se ha declarado un gran admirador de los Cómics y la cultura de Serie B, algo que siempre se ha trasladado a su música, desde la era de The Misfits.Parte del "art-work" de sus discos, deja traslucir esa influencia; la portada de su álbum "Danzig III: How The Gods Kill" se trata del cuadro Master & Margerita de H.R. Giger, famoso por sus diseños en Alien. A principios de los 90's Glenn Danzig fundó Verotik, su propia editorial de Cómics.

## Miembros
- Glenn Danzig – voz, guitarra rítmica, teclado (1987–presente).
- Johnny Kelly – batería, percusión. (2002–2003, 2005–presente).
- Steve Zing – bajo, coros (2006–presente).
- Tommy Victor – guitarra líder (1997–1998, 2002–2005, 2008–presente).

## Discografía
- Danzig (1988)
- Lucifuge (1990)
- How the Gods Kill (1992)
- 4p (1994)
- Blackacidevil (1996)
- Satan's Child (1999)
- Live on the Black Hand Side (2001)
- I Luciferi (2002)
- Circle of Snakes (2004)
- Deth Red Sabaoth (2010)
- Skeletons (2015)
- Black Laden Crown (2017)